# Lyssomanes spiralis
Lyssomanes spiralis là một loài nhện trong họ Salticidae.
Loài này thuộc chi Lyssomanes. Lyssomanes spiralis được Frederick Octavius Pickard-Cambridge miêu tả năm 1900.